# Họ Mèo
Họ Mèo (Felidae) là một họ động vật có vú trong Bộ Ăn thịt (Carnivora). Các thành viên trong họ này thông thường được gọi là "mèo". Thuật ngữ "mèo" vừa có thể chỉ về các loài trong họ này nói chung, và vừa có thể chỉ về loài mèo nhà (Felis catus) nói riêng.
Những họ hàng gần khác của Họ Mèo nằm trong các họ khác, trong nhánh của chúng, thuộc cây tiến hóa của động vật ăn thịt: cầy hương, linh cẩu và cầy mangut. Những loài mèo đầu tiên đã tách ra từ thời kỳ thuộc thế Eocen, khoảng 40 triệu năm trước. Con vật thông thường nhất là mèo nhà, đã gắn với cuộc sống của con người khoảng từ 7.000 đến 4.000 năm trước. Họ hàng hoang dã của chúng vẫn còn sinh sống ở châu Phi và Tây Á, mặc dù sự phá hủy môi trường sống đã thu nhỏ khu vực sinh sống của chúng.
Các thành viên của Họ Mèo gồm các loài mèo lớn được biết nhiều đến như sư tử, hổ, báo hoa mai, báo đốm và báo săn (mặc dù chúng có kích thước lớn, nhưng vẫn là hậu duệ của những loài mèo nhỏ đã tồn tại trước đây), và các loài mèo nhỏ hơn và ít được biết đến hơn như linh miêu tai đen, mèo gấm Ocelot, mèo cá, mèo rừng, và các loài khác.

## Tiến hóa
Hiện có 42 loài mèo đã được nhận dạng (nếu xem loài mèo Iriomote là phân loài thì còn 41) trên Trái đất đều có cùng tổ tiên. Các loài mèo có nguồn gốc ở châu Á và sau đó lan rộng đến các lục địa khác qua đường cầu đất. Thí nghiệm về DNA ty thể và DNA hạt nhân hé lộ rằng các loài mèo tổ tiên đã tiến hóa thành 8 dòng chính phân tán qua ít nhất 10 lần di cư (theo cả hai hướng) từ lục địa sang lục địa qua cầu đất Bering và eo đất Panama, với chi Panthera là cổ nhất và chi Felis là trẻ nhất. Có khoảng 60% các loài mèo hiện đại được ước tính đã phát triển trong một triệu năm qua.
Các quan hệ họ hàng gần nhất của họ Mèo được cho là cầy Linsang. Cùng với Viverridae, Linh cẩu, Họ Cầy lỏn, và cầy Madagascar, chúng tạo thành cận bộ Feliformia.
Hầu hết các loài mèo có cùng một dị dạng di truyền ngăn chúng nếm vị ngọt.
Hầu hết các loài mèo có một số đơn bội là 18 hoặc 19. Các loài mèo Tân thế giới (phân bố ở Trung và Nam Mỹ) có số đơn bội là 18, có thể do sự kết hợp của hai nhiễm sắc thể nhỏ hơn thành một nhiễm sắc thể lớn hơn. Trước phát hiện này, các nhà sinh vật học đã không thể thiết lập cây phân nhánh họ Mèo từ các hóa thạch do các hóa thạch của các loài mèo khác nhau tất cả đều trông giống nhau chỉ khác nhau về kích thước.
Mèo nhà có thể có đuôi dài hoặc ngắn. Có lúc các nhà sinh vật học phải xem liệu đuôi ngắn cũng có thể được tìm thấy ở nhóm linh cẩu có đặc điểm của tổ tiên hoặc có nguồn gốc tiến hóa. Nếu không xem xét hóa thạch, các nhà nghiên cứu đã có thể nhận dạng các trạng thái đặc điểm được tìm thấy trong các nhóm của chúng. Do tất cả động vật trong nhóm cùng cấp họ mèo là Viverridae có đuôi dài, nên các nhà khoa học có thể suy ra rằng trạng thái nhận dạng này đại diện cho tính trạng tổ tiên của chúng.

## Đặc điểm chung
Các loài động vật họ mèo có đặc điểm chung là thú ăn thịt sống trên cạn, chúng có một số đặc điểm phân biệt với các loài thú ăn thịt khác, thể hiện ở răng, nanh, móng vuốt và khả năng săn đêm thông qua đặc điểm của mắt, chúng là các loài có cấu trúc cơ thể uyển chuyển và thích hợp với chiến lược săn mồi mai phục, đây cũng là các loài nổi tiếng tinh ranh và có ý thức lãnh thổ cao, sự tò mò và phần lớn là các loài động vật sống đơn độc (trừ sư tử).

## Phân loại
Theo truyền thống, người ta chia họ Felidae thành 5 phân họ, dựa theo các đặc trưng kiểu hình. Các phân họ này bao gồm 3 phân họ còn sinh tồn là Felinae, Pantherinae, Acinonychinae (báo săn), và 2 phân họ tuyệt chủng là Machairodontinae, Proailurinae.

### Phân loại di truyền học
Nghiên cứu di truyền học đã cung cấp cơ sở cho sự phân loại chính xác hơn đối với các thành viên còn sinh tồn của họ mèo dựa trên cơ sở gộp nhóm kiểu gen. Cụ thể 8 dòng dõi di truyền đã được nhận dạng:
- Dòng dõi 1: Panthera, Uncia, Neofelis
- Dòng dõi 2: Pardofelis, Catopuma
- Dòng dõi 3: Leptailurus, Caracal, Profelis
- Dòng dõi 4: Leopardus
- Dòng dõi 5: Lynx
- Dòng dõi 6: Puma, Acinonyx
- Dòng dõi 7: Prionailurus, Otocolobus
- Dòng dõi 8: Felis

Bốn dòng dõi sau (5, 6, 7, 8) có quan hệ họ hàng gần với nhau hơn so với bất kỳ mối quan hệ nào của chúng đối với bốn dòng dõi đầu tiên (1, 2, 3, 4), và vì thế chúng tạo thành một nhánh trong phạm vi phân họ Felinae của họ Felidae.

### Các loài còn sinh tồn
- Phân họ Pantherinae (Phân họ Báo)
  - Chi Panthera Báo
    - Sư tử, Panthera leo
    - Báo đốm hay báo đốm Mỹ, Panthera onca
    - Báo hoa mai, Panthera pardus
    - Hổ, Panthera tigris
    - Báo tuyết, Panthera uncia (đồng nghĩa  Uncia uncia)

  - Chi Neofelis Báo gấm, báo mây
    - Báo gấm Sunda Neofelis diardi
    - Báo gấm hay báo mây, Neofelis nebulosa
- Phân họ Felinae (Phân họ Mèo)
  - Chi Pardofelis Mèo gấm
    - Mèo gấm Pardofelis marmorata

  - Chi Catopuma Beo
    - Beo Borneo, Catopuma badia
    - Beo, hay Báo lửa Catopuma temminckii

  - Chi Leptailurus Linh miêu đồng cỏ
    - Linh miêu đồng cỏ, Leptailurus serval

  - Chi Caracal
    - Linh miêu tai đen, Caracal caracal

  - Chi Profelis Beo vàng châu Phi
    - Beo vàng châu Phi, Profelis aurata

  - Chi Leopardus Gấm
    - Mèo Pantanal, Leopardus braccatus
    - Mèo đồng cỏ Nam Mỹ hay mèo cỏ, Leopardus colocolo, đồng nghĩa: Oncifelis colocolo
    - Mèo Geoffroy, Leopardus geoffroyi, đồng nghĩa: Oncifelis geoffroyi
    - Mèo đốm Kodkod hay mèo Guigna, Leopardus guigna, đồng nghĩa: Oncifelis guigna
    - Mèo núi Andes, Leopardus jacobitus, đồng nghĩa: Oreailurus jacobita
    - Mèo Pampas, Leopardus pajeros
    - Mèo gấm Ocelot, Leopardus pardalis
    - Mèo đốm Oncilla, (mèo đốm nhỏ, mèo Tigrillo), Leopardus tigrinus
    - Mèo đốm Margay, Leopardus wiedii

  - Chi Lynx Linh miêu
    - Linh miêu Canada, Lynx canadensis
    - Linh miêu Á-Âu, Lynx lynx
    - Linh miêu Iberia, Lynx pardinus
    - Linh miêu đuôi cộc, Lynx rufus

  - Chi Puma Báo sư tử
    - Báo sư tử, Puma concolor
    - Mèo cây châu Mỹ hay Mèo rừng châu Mỹ, Puma yaguarondi, đồng nghĩa: Herpailurus yaguarondi

  - Chi Acinonyx Báo săn
    - Báo săn hay báo bờm, Acinonyx jubatus

  - Chi Prionailurus
    - Mèo báo, Prionailurus bengalensis
      - Mèo Irimote, Prionailurus bengalensis iriomotensis

    - Mèo đầu phẳng, Prionailurus planiceps
    - Mèo đốm gỉ, Prionailurus rubiginosus
    - Mèo bắt cá, hay mèo cá Prionailurus viverrinus

  - Chi Otocolobus Mèo manul
    - Mèo manul hay mèo rừng ôn đới, Otocolobus manul

  - Chi Felis Mèo
    - Mèo núi Trung Hoa, Felis bieti
    - Mèo rừng nhiệt đới hay mèo ri, Felis chaus
    - Mèo cát, Felis margarita
    - Mèo chân đen, Felis nigripes
    - Mèo rừng hay Mèo hoang, Felis silvestris
      - Mèo rừng châu Âu hay mèo hoang châu Âu, Felis silvestris
      - Mèo rừng châu Phi hay mèo hoang châu Phi, Felis silvestris lybica, đôi khi là Felis lybica
        - Mèo rừng châu Á, Felis lybica ornata, một phân loài mèo rừng châu Phi

      - Mèo nhà, Felis silvestris catus, đôi khi là Felis catus hay Felis domesticus

## Hóa thạch mèo
Những loài thú giống mèo cổ nhất (Aelurogale, Eofelis) được tách ra từ thời kỳ Eocene. Được biết đến như là Proailurus, chúng đã sống trong kỷ Oligocene và Miocene. Trong kỷ Miocene nó tiến hóa thành Pseudaelurus. Pseudaelurus được coi là tổ tiên chung gần nhất của cả ba phân họ trên đây cũng như của các phân họ khác, như Machairodontinae. Nhóm này, được biết đến như là mèo răng kiếm, đã tuyệt chủng trong đầu kỷ Pleistocene. Nó bao gồm các chi Smilodon, Machairodus, Dinofelis và Homotherium.

## Trong văn hóa
Felidae cũng là tiêu đề của tiểu thuyết của Akif Pirinçci trong đó con mèo có tên là Francis điều tra kẻ giết một số mèo trong một thành phố lớn. Hiện tại có 5 tập của Felidae: Felidae, Felidae II (còn gọi là Felidae trên đường), Cave Canem, Das Duell và Salve Roma, trong đó có hai tập đầu đã dịch sang tiếng Anh. Tập đầu Felidae đã được chuyển thể thành phim hoạt hình của Đức năm 1994, do Michael Schaack đạo diễn. Có bản lồng tiếng Anh, tuy nhiên vì nội dung người lớn của nó, nên đã không được nhập khẩu cho khán giả Bắc Mỹ, do họ có thể nhầm nó là phim cho trẻ em.